# Пелтола, Маркку
Ма́ркку Ю́хани «Пе́лтси» Пе́лтола (фин. Markku Juhani «Peltsi» Peltola 12 июля 1956, Хельсинки — 31 декабря 2007, Кангасала) — финский актёр и музыкант. Наиболее известен по главным ролям в фильмах Аки Каурисмяки.

## Биография
Родился в 1956 году в Хельсинки в семье таксиста. Детство провёл в родном городе. Окончив среднюю школу, решил учиться актёрскому мастерству.
С 1980-х был вокалистом и бас-гитаристом в группе «Motelli Skronkle». Также выпустил два сольных альбома: «Buster Keatonin ratsutilalla» (Ektro Records, 2003 год) и «Buster Keaton tarkistaa lännen ja idän» (2006 год).
Был одним из создателей в 1996 году театра Телакка в Тампере. Поставил там спектакль «Преступление и наказание».
Пелтола умер 31 декабря 2007 года в своём доме в Кангасала (Финляндия).
Его последняя роль в кино — в эстонском фильме «Я был здесь» (эст. Mina olin siin), премьера которого состоялась в сентябре 2008 года в Эстонии.

## Избранная фильмография
- 1980 — Espanjankävijät — Суло Паасо
- 1996 — «Вдаль уплывают облака» / Kauas pilvet karkaavat — Лаюнен
- 1999 — «Юха» / Juha — водитель
- 2002 — «Человек без прошлого» / Mies vailla menneisyyttä — М
- 2002 — «На десять минут старше: Труба» (эпизод 1 «Для собак Ад не существует») / Ten Minutes Older: The Trumpet (segment "Dogs Have No Hell")
- 2003 — «Книга судеб» / Kohtalon kirja — учёный
- 2003 — «Молодые боги» / Hymypoika — отец Сами
- 2004 — Lasileuka — мужчина в ресторане
- 2004 — «Варес – частный детектив» / Vares – yksityisetsivä — Луусалми
- 2005 — «Живым и мертвым» / Eläville ja kuolleille — директор музыкальной школы
- 2005 — «Обещание» / Lupaus — Матти
- 2006 — Kamome shokudo — Матти
- 2006 — «Воин Севера» / Jadesoturi — Берг
- 2007 — «Варес 2 – Замерзший ангел» / V2 – jäätynyt enkeli — Луусалми
- 2007 — Riivaaja
- 2008 — «Я был здесь» / Mina olin siin